# تاجک مخمل‌ارغوانی
تاجک مخمل‌ارغوانی (نام علمی: Boissonneaua jardini) یک گونه از مرغان مگس در تبار خورشیدرخشان‌تباران (Heliantheini) در زیرتیرهٔ خورشیدیان (Lesbiinae) است که در کلمبیا و اکوادور یافت می‌شود.

در جنگل ابری چوکو در اکوادور